# Pansarskyttefordon
Pansarskyttefordon (militärförkortning: pskf) är beväpnade pansarfordon på antingen hjul eller band som är ämnade att internt bära infanteri (då kallat pansarskytte) till, under och från strid, samt att i samarbete med pansarskyttet aktivt själva delta i strid. Pansarskyttet ska ha möjlighet att strida både inifrån fordonet genom öppningar (uppsutten strid) och utanför fordonet i dess närområde (avsutten strid). De ska därför inte förväxlas med liknande trupptransportfordon, såsom splitterskyddade trupptransportfordon, vilka enbart ska transportera trupper till strid och inte aktivt själva strida.
Pansarskyttefordon i svensk mening började utvecklas under mitten av 1930-talet i bland annat Sverige och Tyskland för att täcka behovet av skyddad transport för pansarinfanteri i strid.

## Beskrivning
Pansarskyttefordon är till utformning pansrade stridsfordon med ett internt personutrymme, vanligen kallat "bollhav", som har plats för ett antal infanterister och deras utrustning. Befattningen för sådant infanteri kallas i Sverige pansarskytte och är en del av mekaniserat infanteri. De bär normalt minst en skyttegrupp om sex pansarskyttesoldater och ska under skydd transportera denna till, under och från strid. I strid ska skyttegruppen ha möjlighet att strida inifrån fordonet (så kallad uppsutten strid) genom till exempel skottgluggar/skytteventiler i väggarna eller från luckor på taket, alternativt bådadera, samt utanför fordonet i dess närhet (så kallad avsutten strid), vilket sker genom att trupperna lastas av. I båda av dessa fall ska pansarskyttefordonet själv delta i strid och har då som uppgift att huvudsakligen understödja skyttegruppen med egen beväpning. Detta skiljer pansarskyttefordon från andra skyddade trupptransportfordon, eftersom de är stridsfordon som själva ska delta i strid, samt ge möjlighet för infanteri att strida inifrån.
Pansarskyttefordons egna beväpning består normalt av ett kanontorn försett med en finkalibrigt (0 > 20 mm) och ett mellankalibrigt (20 > 60) automatvapen, samt rökkastare, men det förekommer vanligen även exempel beväpnade med robotsystem och grovkalibrig (60+ mm) beväpning. Pansarskyddet hos pansarskyttefordon är ofta ganska tunt och räcker vanligen enbart till splitterskydd. De väger vanligen vanligen mellan 10 och 25 ton och det är inte ovanligt att de är amfibiska eller har kapacitet att simma med simutrustning. Framdrivning på land kan vara hjuldrift, banddrift eller bådadera.

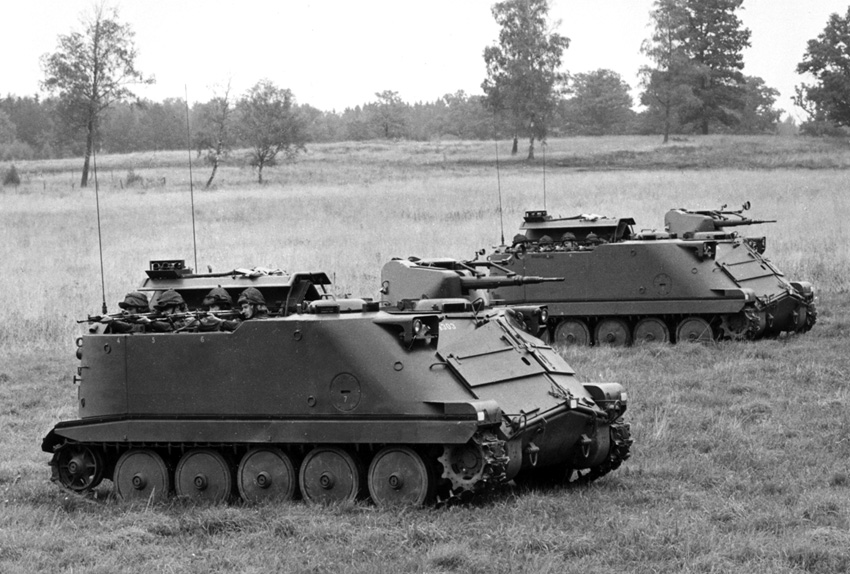
Pansarskyttefordon under uppsutten strid. Svensk pansarbandvagn 302.
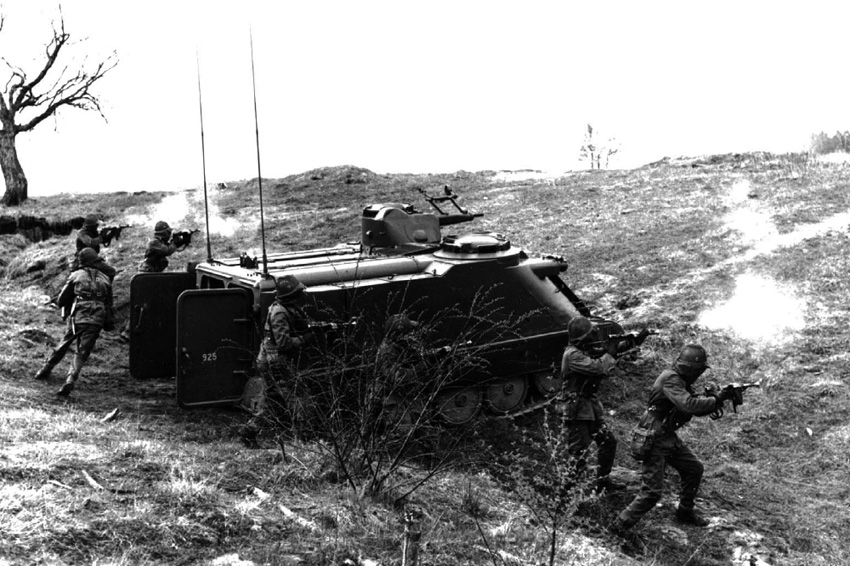
Pansarskyttefordon under avsutten strid. Svensk pansarbandvagn 302.
- Video som visar både avsutten och uppsutten strid. Svenska stridsfordon 90.

### Stridsfordon
Stridsfordon (strf) är den svenska militära benämningen för grövre pansarskyttefordon. Detta avser att deras skyddsnivå är avsevärt bättre än ett generellt pansarskyttefordon och de kan klara av eld från mer än finkalibriga eldvapen framifrån, såsom mellankalibriga vapen mellan 20 och 30 mm. Det är heller inte ovanligt att de är försedda med reaktivt pansar. Som beväpning är de traditionellt försedda med ett kanontorn beväpnat med en mellankalibrig (20–60 mm) automatkanon. De är heller inte ovanligt att tornet är försett med ett integrerat pansarvärnsrobotsystem.
Stridsfordon är den moderna uppföljaren till de äldre fordonsklasserna infanterikanonvagn och lätt stridsvagn. Stridsfordon ska, utöver transport och stöd av pansarskytte, även ge tungt understöd för både infanteri och andra fordon som stridsvagnar. På grund av deras kraftiga beväpning ska de vara kapabla att bekämpa helikoptrar och andra pansarfordon som huvudstridsvagnar. Även stridsfordon som saknar pansarvärnsrobotar kan ofta med drivspegelprojektiler bekämpa tungt skyddade mål som huvudstridsvagnar genom skott i sidan.

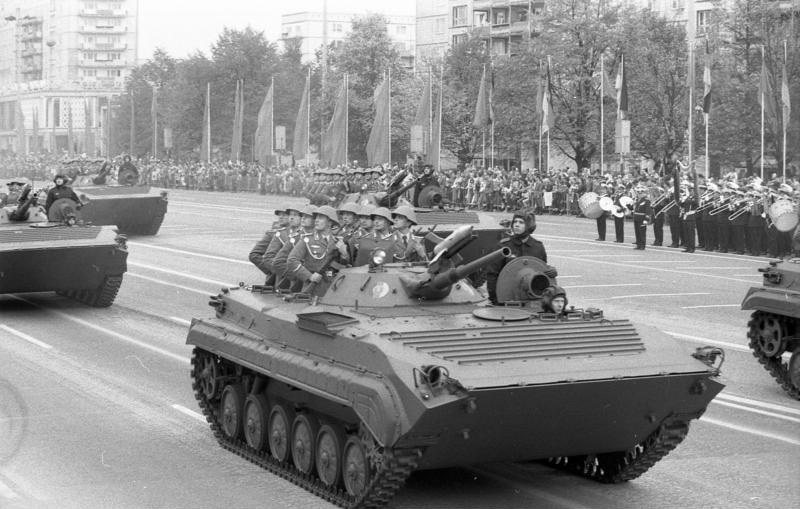
Östtysk BMP-1 under en parad 1988. BMP-1 anses vara det första "stridsfordonet".
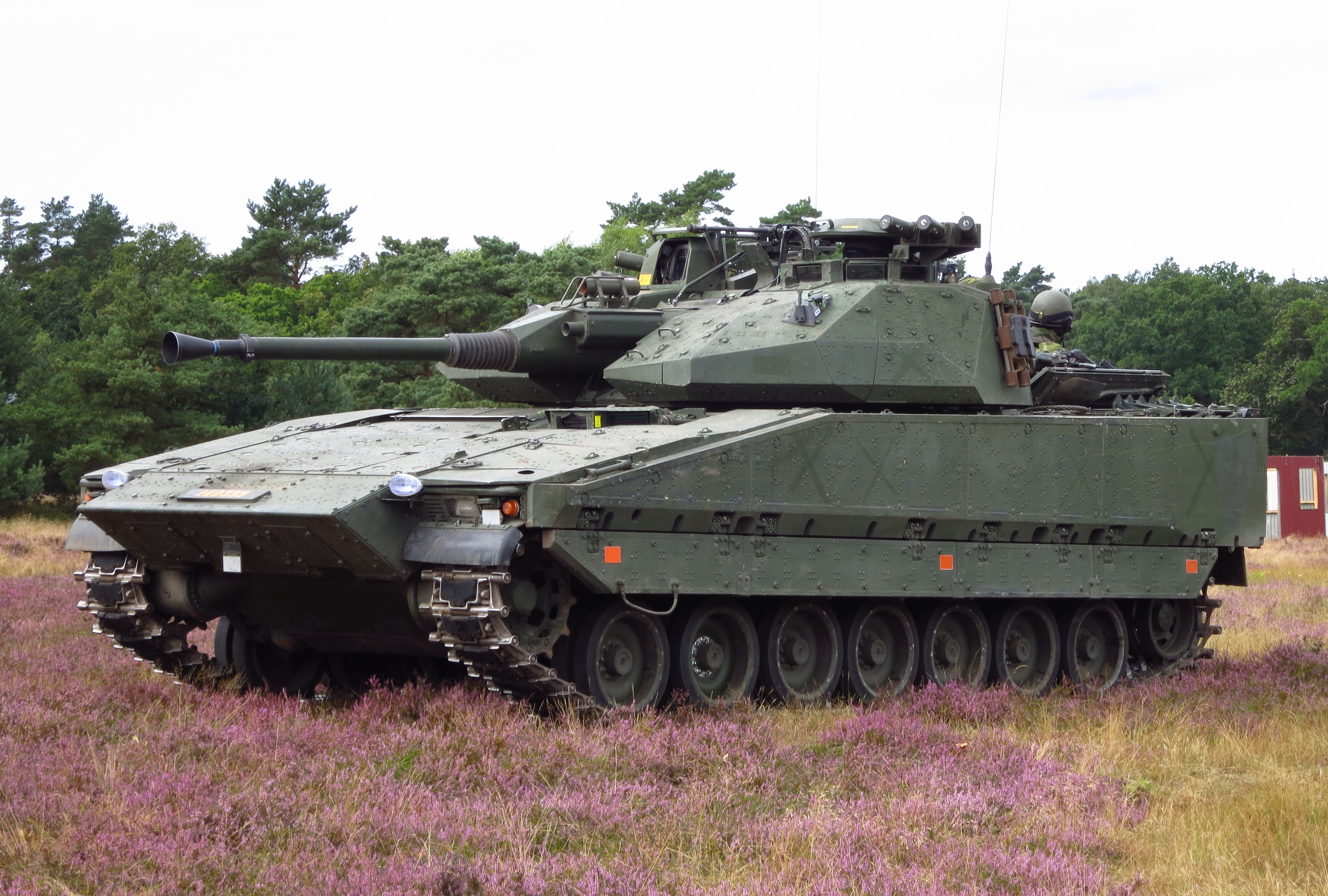
Svenskt Stridsfordon 90C. Notera stridsluckorna bakom torn.
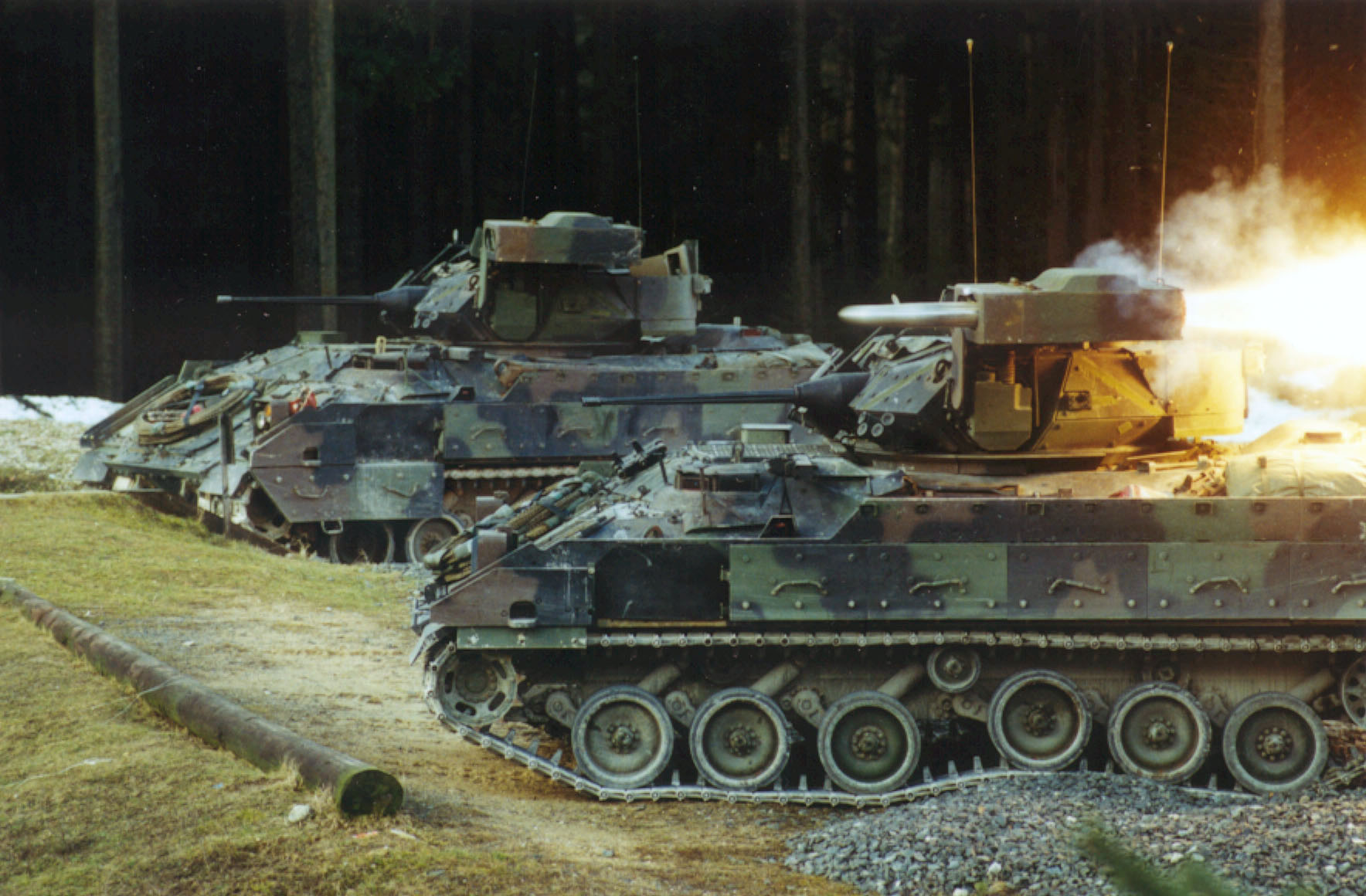
Amerikanska M2 Bradley stridsfordon (pansarskyttefordon) under roboteld.

## Historik

### Utveckling

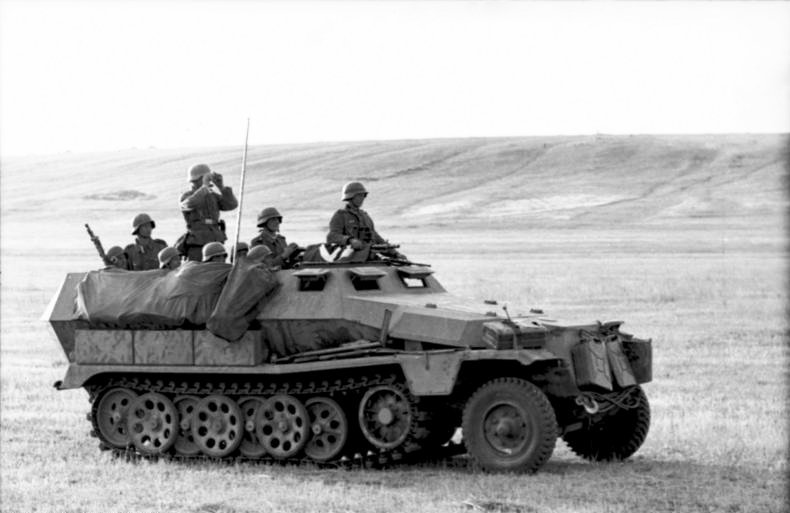
Tysk Schützenpanzerwagen 251 1942.

Pansarskyttefordon i svensk mening började utvecklas under mitten av 1930-talet i framför allt Tyskland och Sverige. Idén om pansarskyttefordon kom från behovet att under skydd kunna förflytta det motoriserade infanteriet i pansardivisionerna, sedermera benämnt pansarinfanteri, i samma takt som de huvudsakliga pansarfordonen. Till en början fanns varken i Tyskland eller Sverige något dedikerat pansarinfanteri eller självständigt truppslag för pansartrupper, men runt 1935 till 1937 skapade Nazityskland ett dedikerat truppslag för pansartrupper, det så kallade "Pansarvapnet" (tyska: Panzerwaffe), samt de första tyska pansarinfanteriet, "Skytteregementena" (tyska: Schützenregiment), vilket 1942 reformerades till Pansargrenadjärena (tyska: Panzergrenadier). De första ordentliga tyska pansarskyttefordonen utvecklades under sent 1930-tal baserat på tidigare erfarenheter med lätt pansrade halvbandvagnar. Halvbandvagnskonceptet valdes bland annat på dess kostnad i kombination till framkomlighet i terräng. Den mest kända av dessa är Sd.Kfz. 251, även kallad "Skyttepansarvagn 251" (tyska: Schützenpanzerwagen 251), vilken kom i bruk 1939 och brukades genom hela kriget.

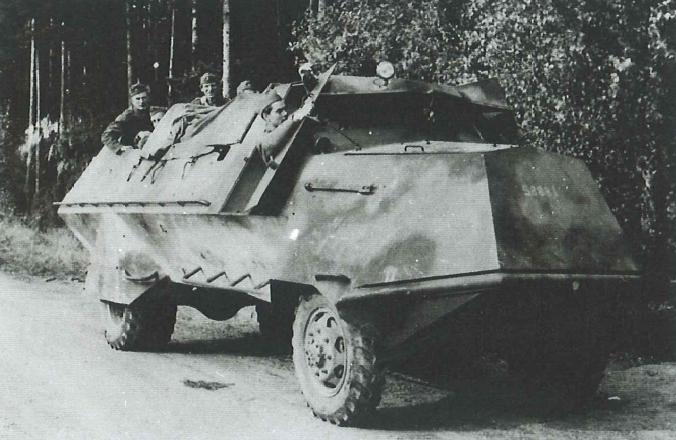
Svensk tgb m/42 KP 1943.

Bildandet av pansartrupperna i Sverige som ett självständigt truppslag kom inte förrän 1942. Detta ledde till skapandet av terrängbil m/42 KP, Sveriges första riktiga pansarskyttefordon. Dock fanns idén och erfarenheter för ett sådant fordon långt innan detta. De första idéerna till pansarskyttefordon började växta fram under 1930-talet som ett resultat av de erfarenheter man fått av pansarbil m/31, vilken hade ett öppet halvskyddat pansarflak med 4 positioner för uppsuttet skyttevärn. Dessa fordon var inte egentliga pansarskyttefordon på grund av sin låga lastkapacitet och deras tilldelade roll, men kom att ge erfarenheter för senare byggen. På Gotland hade man under mitten av 1930-talet inga pansarfordon alls, varav man 1937 valde att göra improviserade pansarkarosser för två lastbilar på plats, Försökskp m/37 (Försökskarrospansar). Dessa skapelser hade ett skyddat flak utan tak för infanteri och en dubbelkulspruta på golvet. Till utseende var de mycket lika den senare tgb m/42 KP, men det är oklart ifall de ska ha haft en betydande roll i dess utveckling. På Gotland kom Försökskp m/37 att leda till bra erfarenheter för senare användning av tgb m/42 KP.

### Taktik
En tidig taktik för pansarskyttefordon under andra världskriget var att köra fordonen rakt in i fiendens ställningar för att sedan urlasta. Denna taktik anses numera dock vådlig beroende på ökad eldkraft och ökat understöd hos infanterisoldater. En modern taktik är att soldaterna urlastar på stormavstånd och får sedan understöd av sina egna fordon under anfallet, alternativt att de sitter kvar i stridsrummet och skjuter från luckor i taket, så kallad "uppsutten strid", eller från skottgluggar i vagnens sida.

### Sverige
Sverige har haft pansarskyttefordon sedan början av 1930-talet då  Pansarbil m/31 införskaffades, vilken var en bepansrad lastbil med en kulspruta på flaket och i kabinen. Detta konceptet kom senare att utvecklas till Terrängbil m/42 Karosseri Pansar vilket var ytterligare en lastbil, fast denna gång med en pansarkaross från början. Detta kom att följas upp av Pansarbandvagn 301 och Pansarbandvagn 302 vilka kom med tiden att helt ersättas med stridsfordon 90 som är i bruk än idag (2022).
Nämnas bör är att inget fordon i svensk tjänst har benämnts pansarskyttefordon utan det agerar enbart samlingsbegrepp. Pansarskyttefordon benämns vanligen pansarbandvagn eller pansarterrängbil beroende på ifall de är bandgående eller hjulgående, alternativt liknande benämningar som terrängbil karosseri pansar etc. Dessa namn används även för fordon inom kategorin splitterskyddat trupptransportfordon.

## Lista över världens pansarskyttefordon
Lista ej komplett. Vissa länkar går till engelska Wikipedia då de saknas på svenska Wikipedia.

 Iran
- Makran pansarskyttefordon

 Italien
- VCC-80 "Dardo"

 Japan
- Stridsfordon typ 89

 Folkrepubliken Kina
- ZBD-04

 Ryssland
- BMP-1
- BMP-2
- BMP-3
- BMD-1
- BMD-2
- BMD-3
- Kurganets-25
- T-15 Armata

 Schweiz
- Piranha V

 Singapore
- Bionix pansarskyttefordon
- Hunter pansarskyttefordon

 Spanien
- Pizarro VCI

 Storbritannien
- FV 510 Warrior
- General Dynamics Ajax

 Sverige
- Pansarbil m/31
- Försökskp m/37
- Terrängbil m/42 KP
- Pansarbandvagn 301
- Pansarbandvagn 302
- Stridsfordon 90
- Pansarbandvagn 501

 Sydkorea
- K21

 Sydafrika
- Ratel pansarskyttefordon

 Turkiet
- Otokar Tulpar

 Tyskland
- Sd.Kfz. 251
- Schützenpanzer, kurz, Typ 11-2
- Schützenpanzer, lang, Typ 12-3
- Schützenpanzer Marder 1
- ACV Puma
- Schützenpanzer Puma 1
- Rheinmetall Lynx pansarskyttefordon

 USA
- M2 Bradley
- M3 Bradley

 Österrike
- Schützenpanzer Ulan

### Galleri

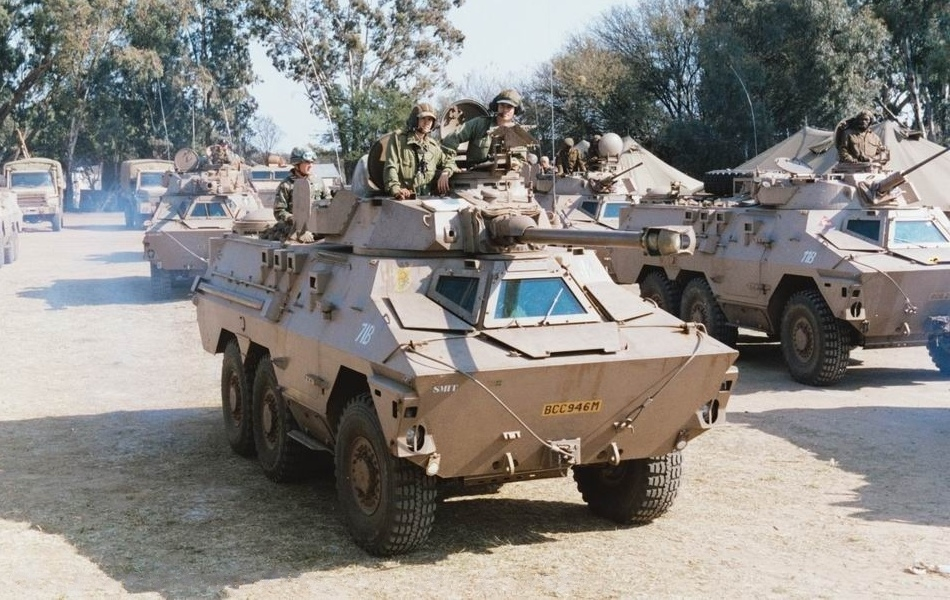
Sydafrikanska Ratel pansarskyttefordon med olika beväpning.
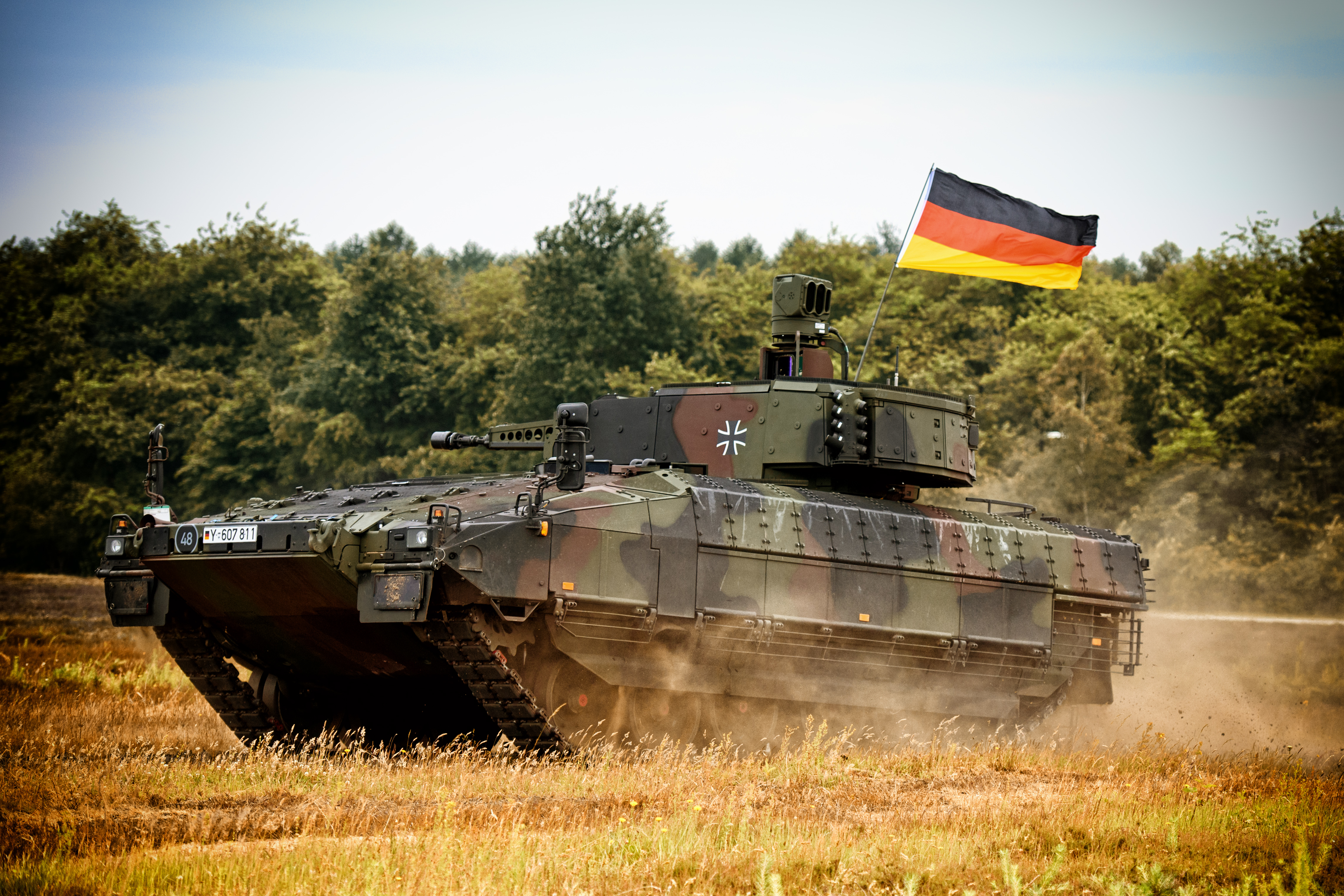
Tysk Schützenpanzer Puma 1.
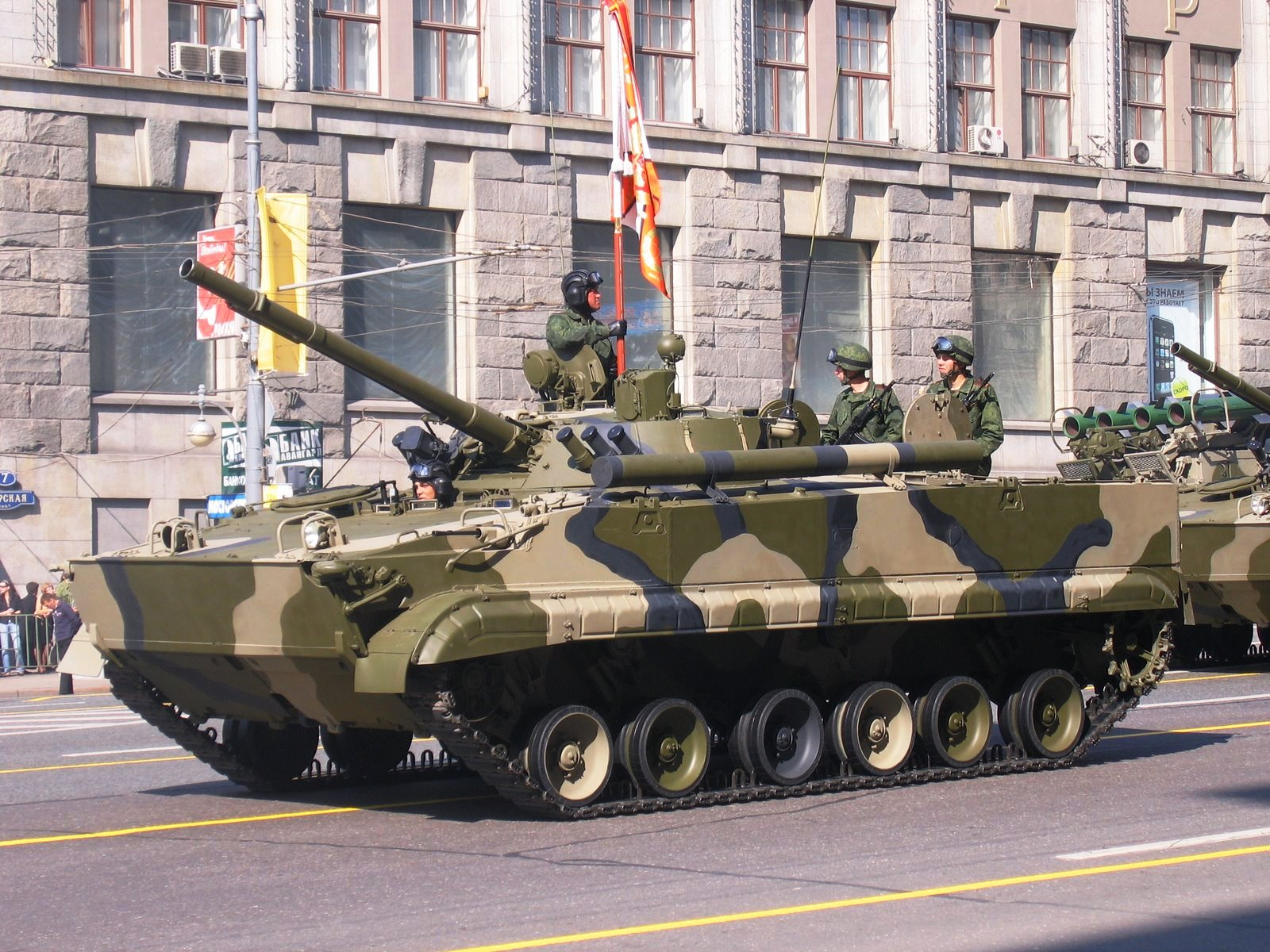
Rysk BMP-3.
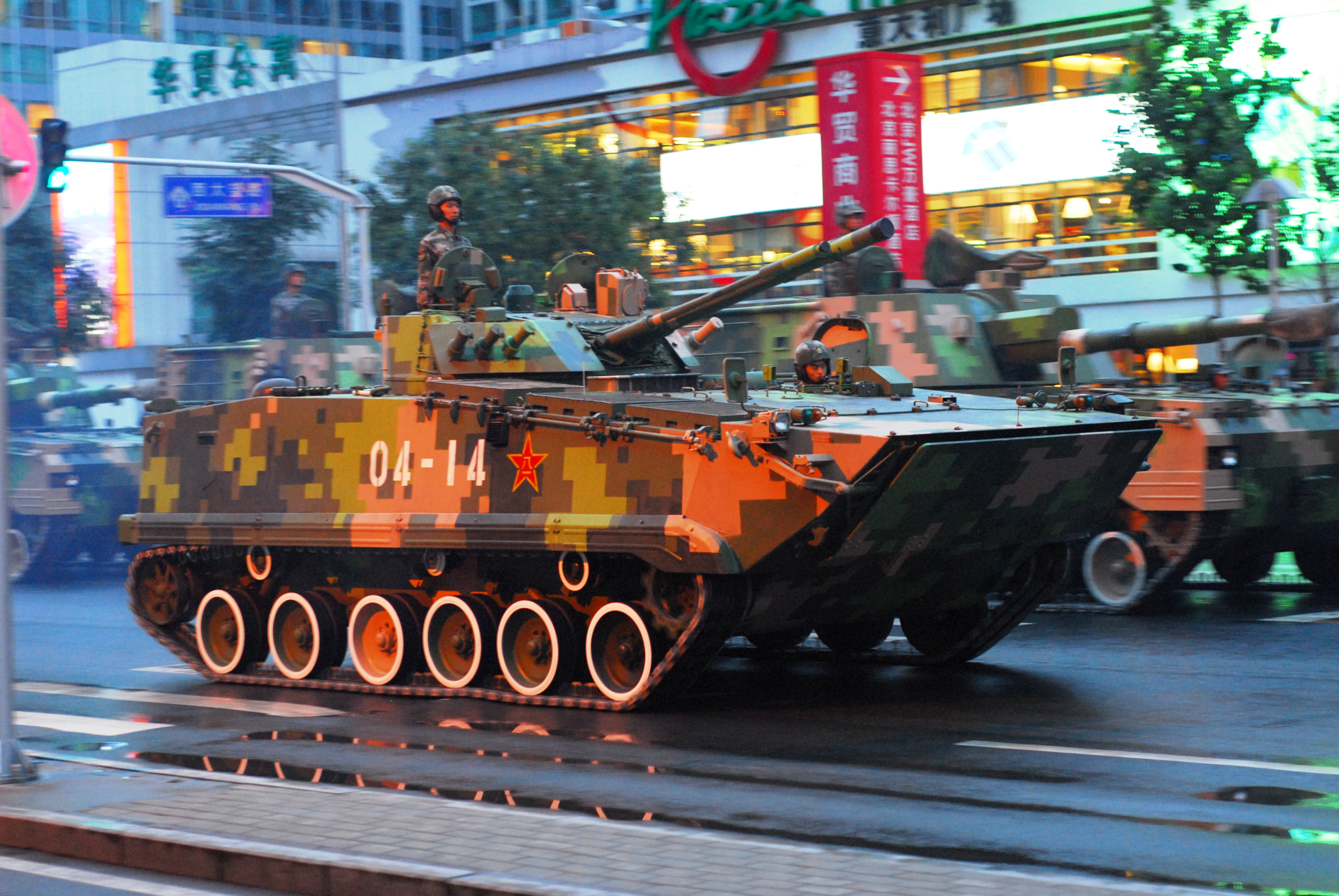
Kinesisk ZBD-04.